# Saint-Genest-de-Beauzon
Saint-Genest-de-Beauzon är en kommun i departementet Ardèche i regionen Auvergne-Rhône-Alpes i sydöstra Frankrike. Kommunen ligger  i kantonen Joyeuse som ligger i arrondissementet Largentière. År 2022 hade Saint-Genest-de-Beauzon 335 invånare.

## Befolkningsutveckling
Antalet invånare i kommunen Saint-Genest-de-Beauzon
Referens: INSEE